# ONE WAY Sport Oy

ONE WAYSport Oy — фінська компанія, виробник спортивного інвентарю для скандинавської ходьби, роликових лиж, лижних палиць тощо.
Продукцією компанії One Way користуються знамениті лижники: Айно-Кайса Саарінен, Крістін Стермер Стейра, Тобіас Ангерер, Маріанна Лонга, Венсан Вітто, Андерс Еукланн, Лассе Паакконен та ін